# Куйбида, Екатерина Михайловна
 Екатерина Михайловна Куйбида (Мандрик) (26 мая 1927 с. Сукиль, Болеховского района Станиславской области — июнь 14 марта 2004) — украинская поэтесса, общественно-политический деятель, участница освободительного движения, долговечный политзаключенный, мать украинского политика и учёного Василия Куйбиды .
Член ОУН с 1944, связная УПА . Арестована 25 октября 1950 Постановлением особого совещания при МГБ СССР вол 17.03. 1951 г.. осуждена по статьям 54-1а и 54-II УК УССР, как «особо опасный преступник» на 10 лет строгого режима. Наказание отбывала в лагере для особо опасных преступников м. Абезь и м. Инта Коми АССР. По решению Комиссии Президиума Верховного Совета СССР 9.05.1956 г. выпущена из лагеря на спецпоселение . В Украину из спецпоселение вернулась в 1964 г.. Реабилитированная 25.07.1991. Похоронена во Львове на 67 поле Лычаковского кладбища.

## Общественная деятельность
Была активным членом «Мемориала», «Братства УПА».

## Творчество
Писала стихи, очерки, рассказы. Собирала фольклор. Ее произведения печаталась в районных, областных, общероссийских газетах, журналах, альманах. В частности, в альманахе «Боль», всеукраинской газете «Призыв совести», Литературной Украине, журнале «Октябрь», "Антологии края. Долина, Болехов, окрестности. «,» Альманахе Станиславской земли " Научного общества им. Шевченко .

## Память
По решению Болеховского городского совета в Болехове 14 октября 2005 Екатерине Мандрик-Куйбиде установлен памятник.
Ее имя Постановлением Кабинета Министров Украины присвоено школе, где она училась (Болеховского городского совета).
21 марта 2017, во время заседания сессии Львовского областного совета, депутаты утвердили Положение об областной литературной премии имени Екатерины Мандрик-Куйбиды. Ее назначают за лучшее литературное произведение на патриотическую тематику. Учредителями премии выступают: Львовский областной совет, Львовская областная организация Национального союза писателей Украины, Всеукраинское Братство ОУН — УПА.